# 539 Pamina
539 Pamina è un asteroide della fascia principale del diametro medio di circa 53,97 km. Scoperto nel 1904, presenta un'orbita caratterizzata da un semiasse maggiore pari a 2,7378709 UA e da un'eccentricità di 0,2122295, inclinata di 6,81081° rispetto all'eclittica.
Il nome si riferisce a Pamina, personaggio de Il flauto magico di Mozart.